# Lympne Castle

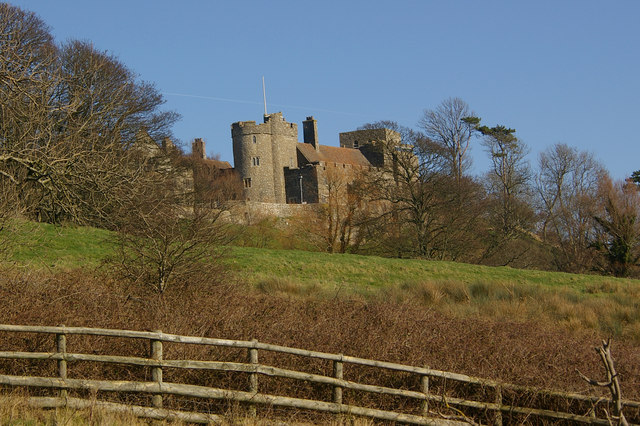
Zicht op de westtoren en het landschap

Lympne Castle is een middeleeuws kasteel gelegen in het dorp Lympne, in het Engelse graafschap Kent, ten noorden van de Romney Marsh en ruim 2½ kilometer van de Engelse zuidoostkust.
De vierkante oosttoren, met een 14e-eeuwse traptoren, is waarschijnlijk 13e-eeuws en behoort dan tot de oudst bewaard gebleven delen van het kasteel. De 14e-eeuwse rechthoekige westtoren, die vroeger verder naar het zuiden doorliep, heeft een halfronde traptoren aan de westkant. Ook uit de 15e eeuw zijn er delen bewaard gebleven. Het kasteel is in het begin van de 20e eeuw gerestaureerd en uitgebreid door de geridderde Schotse architect Robert Lorimer.
Als beschermd erfgoed is het een Listed Building sinds 29 december 1966 en heeft het de status Grade I, waarmee het een gebouw van buitengewoon belang is. In het district Folkestone & Hythe werden in de jaren 1960 slechts honderd monumenten erkend, waarvan 99 in 1966.
Het kasteel moet niet verward worden met Studfall Castle, een Romeins kustfort waarvan de resten zo'n 600 meter zuidelijker liggen; dit fort wordt soms aangeduid als Lympne fort. Mogelijk is er tufsteen uit dit fort gebruikt voor het kasteel. Grotendeels is het kasteel echter gebouwd uit Kentish ragstone, een type kalksteen dat ter plaatse overvloedig aanwezig is. Deze steensoort vertoont veel variatie, maar is vaak lastig te bewerken en wordt dan in ruw uitgehakte vorm gebruikt. Mede door het hoge glauconietgehalte heeft deze steen een typerende grijze tot blauwgrijze tint.

## Hedendaags gebruik
Tegenwoordig wordt het kasteel voornamelijk gebruikt voor zakelijke evenementen en bruiloften. Het is over het algemeen niet toegankelijk voor het publiek.
In september 1978 nam Paul McCartney met zijn Wings hier sessies op voor hun album Back to the Egg uit 1979.